# Bèssè
Bèssè è un arrondissement del Benin situato nella città di Savè (dipartimento delle Colline) con 6.286 abitanti (dato 2006).